# Rm (digramme)
Cette page contient des caractères spéciaux ou non latins. S’ils s’affichent mal (▯, ?, etc.), consultez la page d’aide Unicode.
Pour les articles homonymes, voir RM.
Rm (minuscule rm) est un digramme de l'alphabet latin composé d'un R et d'un M.

## Linguistique
- En inuktitut, le digramme « rm » représente le son [ɴm].

## Représentation informatique
Comme la majorité des digrammes, il n'existe aucun encodage de Rm sous un seul signe, il est toujours réalisé en accolant un R et un M.